# Hans Preuß
Hans Preuß (* 3. September 1876 in Leipzig; † 12. Mai 1951 in Erlangen) war ein lutherischer Theologe und Professor an der Universität Erlangen.

## Leben
Hans Preuß, der Sohn eines Lehrers, besuchte von 1887 bis 1896 die Nikolaischule seiner Heimatstadt und das Gymnasium in Freiberg. Anschließend studierte er in Leipzig und Halle und legte 1901 bei Erich Marcks eine Dissertation über Luthers Schriftprinzip vor. 1906 schloss er das theol. Lizentiat mit einer Schrift über Martin Luther und dessen Vorstellungen vom Antichrist ab. Es folgten Lehrtätigkeiten an der Leipziger Thomasschule (1901), an der Realschule in Glauchau (1901-03) und von Ostern bis Michaelis 1903 am Königin-Carola-Gymnasium in Leipzig. Von 1903 bis 1905 war er Inspektor am Studentenheim in Wien. Anschließend wurde er als Lehrer am Gymnasium in Zwickau angestellt. Von Ostern 1906 bis Michaelis 1914 war er wiederum als Lehrer am Königin-Carola-Gymnasium in Leipzig tätig. Danach wurde er als außerordentlicher Professor für Kirchengeschichte nach Erlangen berufen, 1919 zum Persönlichen Ordinarius von Hermann Jordan ernannt und 1923 zu dessen Nachfolger auf dem kirchengeschichtlichen Lehrstuhl und im Seminar für Christliche Archäologie. Vom Wintersemester 1922/23 bis zum Sommersemester 1923 war er Rektor der Universität Erlangen.
Bereits 1923 veranstaltete Preuß eine Gedenkfeier für Leo Schlageter in Erlangen. 1932 und bei der Reichstagswahl März 1933 rief er zur Wahl Hitlers auf. Bei der Bücherverbrennung im Mai 1933 wirkte Preuß aktiv neben Helmut Weigel auf dem Erlanger Schlossplatz mit und veröffentlichte am 20. und 27. Oktober 1933 in der „Allgemeinen Evangelisch-Lutherischen Kirchenzeitung“ (AELKZ) einen Aufsatz „Luther und Hitler“: Sie seien beide Führer und zur Errettung des Volkes bestimmt. Preuß trat aber nie der NSDAP bei und gehörte nicht zu den Deutschen Christen. 1945 wurde er entlassen und 1947 von der US-Besatzungsmacht als unwürdig für einen neuen Lehrauftrag bezeichnet. Die Universität Erlangen verhängte ein lebenslanges Hausverbot. Nur als Mitläufer eingestuft, wurde er 1949 rehabilitiert.

## Schriften (Auswahl)
- Die Entwicklung des Schriftprinzips bei Luther bis zur Leipziger Disputation. Im Zusammenhang mit der Stellung Luthers zu den anderen theologischen Autoritäten seiner Zeit dargestellt. Leipzig 1901.
- Die Vorstellungen vom Antichrist im späteren Mittelalter, bei Luther und in der konfessionellen Polemik. Leipzig 1906.
- Otto Kirn: Grundriss der theologischen Ethik, 3. Aufl. Leipzig 1912 (nach dem Tode des Vf. hg. v. Hans Preuß).
- Deutsche Lutherbriefe Leipzig 1912.
- Unser Luther, eine Jubiläumsausgabe der Allgemeinen Evangelisch-Lutherischen Konferenz. Leipzig 1917.
- Luthertum um 1530 in Wort und Bild. Eine Festschrift zum 400jährigen Jubiläum des Augsburger Bekenntnisses. Berlin 1930.
- Martin Luther als Künstler. Gütersloh 1931.
- Luthers Lieder. Leipzig und Hamburg 1931. Mit Bildern von Rudolf Schäfer
- Martin Luther Der Prophet. Verlag C. Bertelsmann Gütersloh 1933.
- Martin Luther und Hitler. Als Beigabe: Luther und die Frauen. Neuendettelsau 1933.
- Johann Sebastian Bach, der Lutheraner, Erlangen 1935.
- Von den Katakomben bis zu den Zeichen der Zeit. Der Weg der Kirche durch zwei Jahrtausende. Rothenburg ob der Tauber 1936 (2. Auflage 1960).
- Miniaturen aus meinem Leben. Gütersloh 1938.
- Johannes in den Jahrhunderten. Gütersloh 1939.
- Luther an die Deutschen von 1946. Eine Erneuerung seiner Botschaft vierhundert Jahre nach seinem Tode, zumeist mit seinen eigenen Worten gestaltet und auf die Gegenwart angewendet, München 1946.
- Die Geschichte der Abendmahlsfrömmigkeit in Zeugnissen und Berichten, Gütersloh 1947.
- Aus den Märtyrerakten der Alten Kirche, Gladbeck 1951.